# Трайче Кръстевски
Трайче Йованов Кръстевски (на македонска литературна норма: Трајче Јованов Крстевски) е офицер, генерал-полковник от Северна Македония.

## Биография
Роден е на 3 декември 1938 година във велеското село Бузалково. Завършва Военната академия на Сухопътните войски на ЮНА. Бил е командир на взвод (1961 – 1964), рота (1964 – 1972), батальон (1974 – 1976). От 1972 до 1974 г. учи в Генералщабна школа, а от 1979 до 1980 г. учи в школа за народна отбрана на ЮНА. Между 1976 и 1979 г. е командир на партизанска дивизия в Щип. От 1980 до 1983 г. е началник на оперативното отделение на пехотна дивизия в Щип. След това до 1985 г. е командир на бригада в Скопие. От 1985 до 1987 г. е командир на дивизия в Битоля. Между 1987 и 1992 г. е командир на корпус в Риека. В период 1992 – 1996 г. е заместник-началник на Генералния щаб. В периода 22 януари 1996 – 11 февруари 2000 година е началник на Генералния щаб на Армията на Република Македония. Излиза в запаса през 2000 г. Умира на 30 декември 2017 г. в Скопие.

## Военни звания
- Подпоручик (1961)
- Поручик (1964)
- Капитан (1966), предсрочно
- Капитан 1 клас (1969)
- Майор (1974)
- Подполковник (1978)
- Полковник (1984)
- Генерал-майор (1990)
- Генерал-лейтенант (1993)[4]
- Генерал-полковник (19 януари 1996)[5]

## Награди
- Орден на братството и единството със сребърен венец
- Орден на Народната армия със златна звезда
- Орден за военни заслуги със златни мечове
- Орден на Народната армия със сребърна звезда
- Орден за военни заслуги със сребърни мечове
- Медал за 20 години ЮНА;
- Медал за 30 години ЮНА;
- Медал за 30 години от победата над фашизма;
- Медал за 40 години ЮНА;
- Медал UNICEF за членове на ЮНА по време на Суецката война в Египет.